# Claude Fornerod
Pour les articles homonymes, voir Fornerod.
Claude Fornerod, né le 16 septembre 1913 à Genève et mort le 12 décembre 2008 à Lausanne, est un écrivain et poète vaudois.

## Biographie
Originaire d'Avenches, Claude Fornerod fait des études d'agronomie avant de se consacrer à la poésie.
Il écrit plusieurs recueils, notamment Jardins, Mon cantique des cantiques, L'origine et Parfums.
Son œuvre, maintes fois saluée par la critique, lui vaut de nombreux prix : le Prix des troubadours de Cannes en 1981 et 1982, le Prix Martin Saint-René en 1984, le Prix des amitiés poétiques de France en 1986. Il reçoit également en 1985 et 1986 les Médailles académiques des poètes classiques de France.

## Publications
- Jardins, Genève, éditions Perret-Gentil, 1980
- Parfums, Genève, éditions Perret-Gentil, 1983
- L'alphabet des étoiles, Genève, éditions Perret-Gentil, 1985
- L'origine, Genève, éditions Perret-Gentil, 1987
- Mon cantique des cantiques, Genève, éditions Perret-Gentil, 1988
- Anthologie de l'académie des poètes classiques de France, Paris, éditions ARCAM, 1985

## Sources
- « Claude Fornerod », sur la base de données des personnalités vaudoises sur la plateforme « Patrinum » de la Bibliothèque cantonale et universitaire de Lausanne.
- Anne-Lise Delacrétaz, Daniel Maggetti, Écrivaines et écrivains d'aujourd'hui, p. 116